# Augustinas Savickas

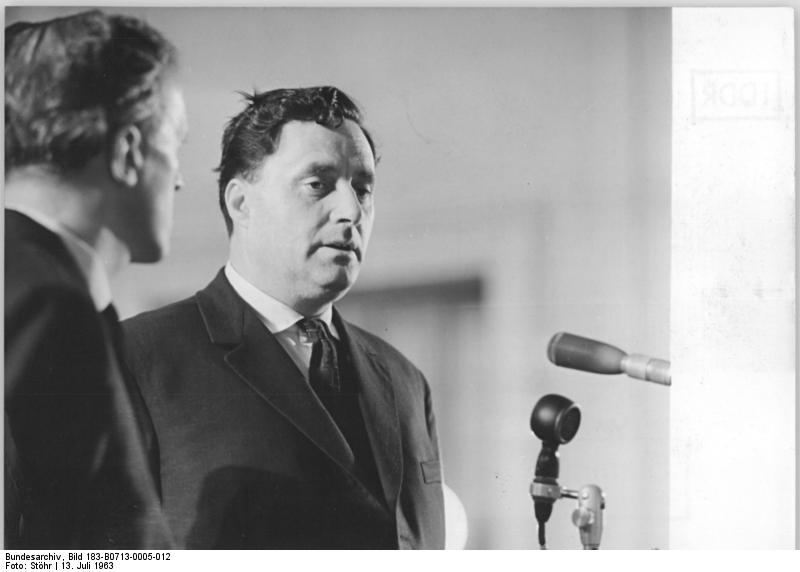
Augustinas Savickas, 1963

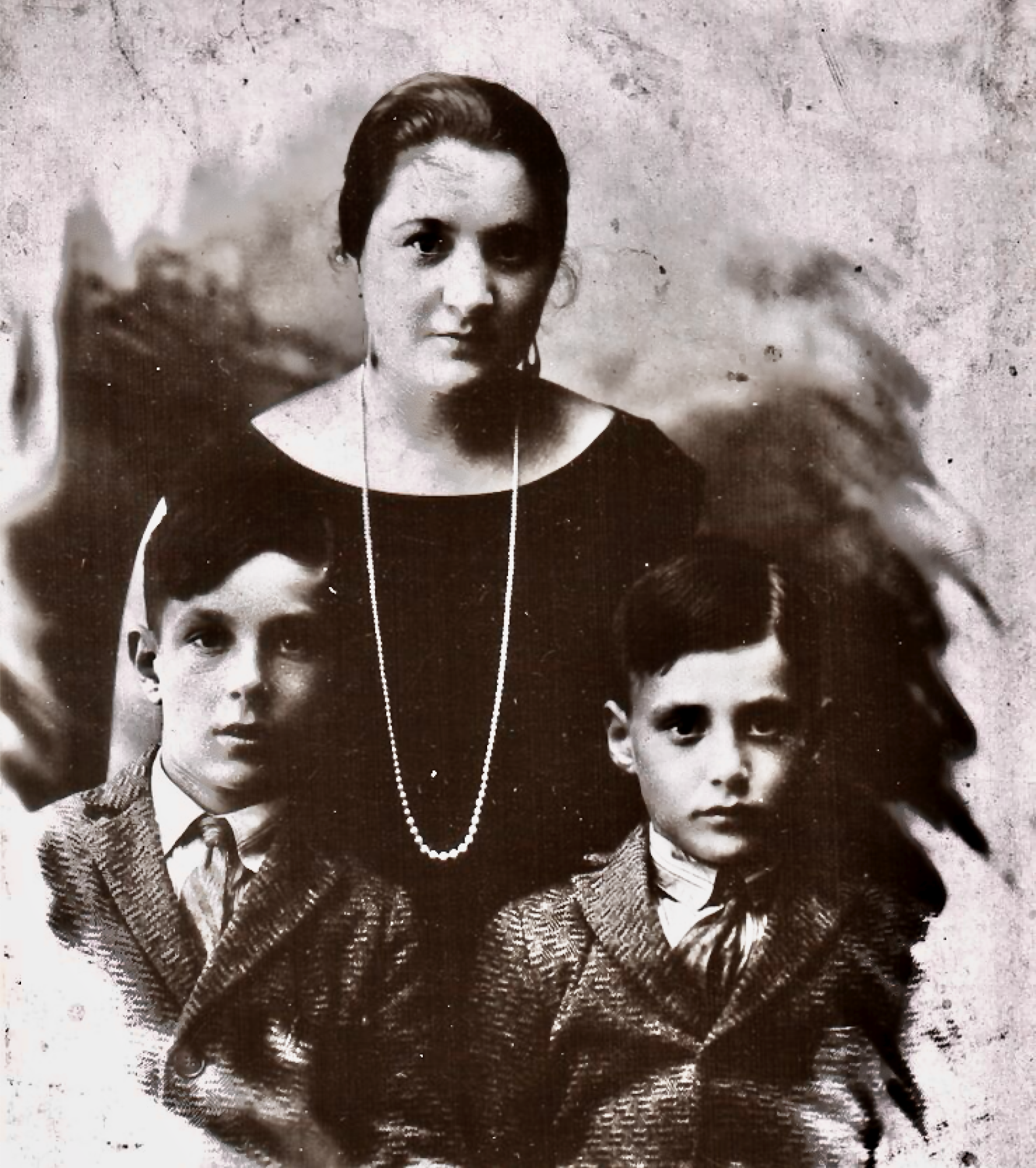
Algirdas, die Mutter Ida Trakiner-Savickienė und Augustinas, um 1927 in Helsinki

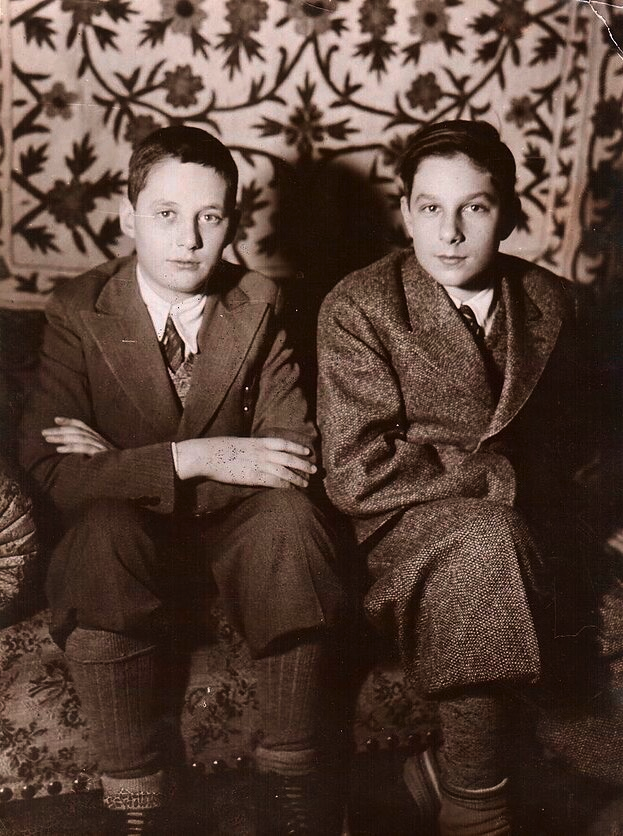
Augustinas und ein älterer Bruder Algirdas Savickis, um 1930

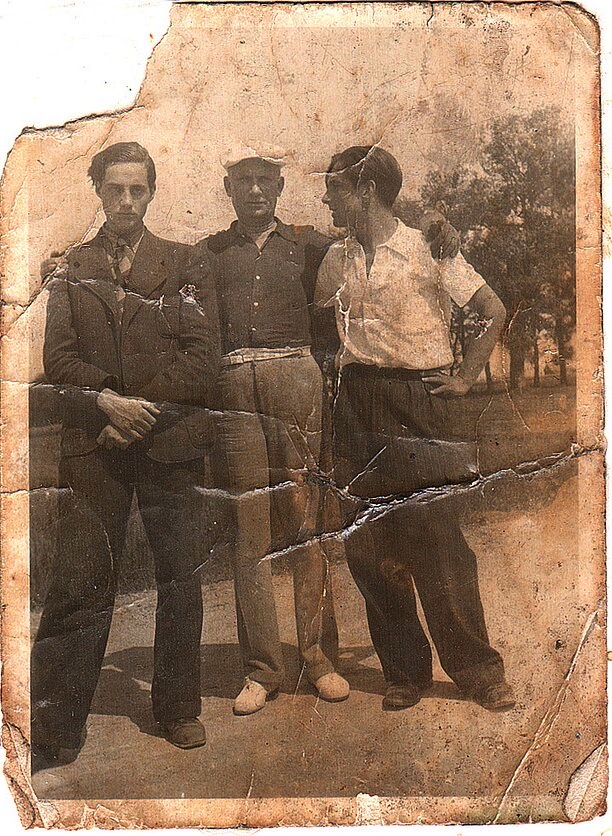
Augustinas, sein Vater Jurgis und Algirdas Savickis, um 1935

Augustinas Savickas (* 12. Mai 1919 in Kopenhagen, Dänemark; † 24. Juni 2012 in Vilnius, Litauen), auch Augustino Savickio, war ein litauischer Maler, Kunstkritiker, Hochschullehrer und Autor.

## Familie
Augustinas Savickas war der jüngere von zwei Söhnen des litauischen Diplomaten Jurgis Savickis und dessen Ehefrau, der Zahnärztin Ida Trakiner-Savickienė (1894–1944). Deren wohlhabende (jüdische) Familie war in Sankt Petersburg ansässig. Ihr Vater Leon Trakiner besaß dort eine Fabrik, die sich mit der Herstellung von Glaserzeugnissen befasste. Sein älterer Bruder war der Kunstmaler Algirdas Savickis (1917–1943), der im Ghetto Kauen (Kowno/Kaunas) ermordet wurde.

## Leben
Durch die diplomatische Tätigkeit seines Vaters bedingt, wurde er wie sein älterer Bruder in der dänischen Hauptstadt geboren und lebte von 1923 bis 1927 in der finnischen Hauptstadt Helsinki. Nach der Ehescheidung seiner Eltern kehrte er mit seiner Mutter nach Litauen zurück. Dort absolvierte er das 3. Gymnasium und besuchte die erste litauische Kunstschule Kauno meno mokyklą (KMM) in Kaunas. 1939/40 studierte er in der Schweiz an der Fakultät für Soziologie der Universität Genf. Zu dieser Zeit lebte seine Mutter in Frankreich und in Belgien. Nach der Besetzung durch die Rote Armee im Juni 1940 arbeitete er zunächst in Kaunas für die Evakuierungskommission und studierte an der Kunstakademie in Vilnius.
Nach dem deutschen Überfall auf die Sowjetunion im Juni 1941 floh er nach Sibirien, wo er bis 1944 auf einer Kolchose in der Nähe von Nowosibirsk arbeitete. 1942/43 und 1944/45 wurde er als Soldat in der 50. litauischen Division der Roten Armee eingesetzt.
Nach Kriegsende studierte er bis 1949 bei Justinas Vienožinskis (1886–1960) und Vytautas Mackevičius (1911–1991) Malerei an der Vilniaus dailės akademija in Vilnius. Von 1949 bis 1951 war er Vorstandsmitglied für Kunstangelegenheiten der Litauischen Sozialistischen Sowjetrepublik (LSSR MT). Ab 1951 war er Mitglied der Litauischen Künstlervereinigung (Lietuvos dailininkų sąjunga). Von 1951 bis 1972 arbeitete er als Dozent am staatlichen Kunstinstitut (LSSR dailės institute), machte 1963 einen Abschluss in Kunstkritik und nahm ab 1965 an diesem Institut eine außerordentliche Professur wahr. 1958 trat er in die Kommunistische Partei ein.
Im Juli 1963 sagte er zur Erschießung seiner Angehörigen in dem von der DDR angestrengten Globke-Prozess gegen den Kommentator und Mitverfasser der Nürnberger Rassegesetze, den von Konrad Adenauer als Chef des Bundeskanzleramts eingesetzten Hans Globke aus.
Von 1973 bis 1979 forschte er am Litauischen Institut für Geschichte (Lietuvos istorijos institutas). Von 1985 bis 1993 lehrte er am LSSR Kunstinstitut als Professor für Malerei. Ab 1988 war er Korrespondierendes Mitglied der Akademie der Wissenschaften der UdSSR. 1993 wurde er mit einem Doktortitel in Kunst ausgezeichnet.
Savickas starb im Alter von 93 Jahren. Er wurde in der litauischen Hauptstadt Vilnius auf dem Friedhof Kairėnai beigesetzt.

## Veröffentlichungen (Auszug)
- Peizažas lietuvių tapyboje. Vaga, Vilnius 1965. OCLC 387927
- Augustinas Savickas. Vaga, Vilnius 1969. OCLC 2231126 (litauisch, englisch, deutsch, französisch, russisch)
- Smotrjaščij s vysoty. Moskau 1971. OCLC 253330314
- Protiv vojny i fašizma. In: Iz tvorčeskogo Opyta sovetskich chudožnikov, 1972, S. 121–127. OCLC 888563215
- mit Jozas Gaudrimas: M. K. Čiurlionis. Vaga, Vilnius 1974. OCLC 836541820
- Vgljadyvajas’ v žizn’. In: Iskusstvo. 38 (1975), S. 59–67. OCLC 888563214
- mit D. Kyjv: Bespokojnoe putešestvie. Izd. Sov. Chudožnik, Moskau 1977 OCLC 177290096 (russisch)
- Anatanas Šmujdzinavičjus 1899–1942. In: Iskusstvo. 4 (1977), S. 34–41. OCLC 888563228 (russisch)
- Antanas Samuolis 1899–1942. In: Iskusstvo. 5 (1979), S. 58–64. OCLC 888563048
- Tapybos paroda. LTSR dailės muziejus, Vilnius 1979 OCLC 50818500 (litauisch/russisch)
- A Book of Reproductions. Reprodukcijų albumas. Vaga, Vilnius 1987. OCLC 1008177442 (russisch)
- mit Vito Apuleo: Roma, marzo 1994. Spicchi dell'Est Galleria d'Arte, Rom 1994 OCLC 868368173 (deutsch, italienisch, litauisch)
- Žalia tyla. Memuarai. Biografie. Tyto alba, Vilnius 2002. ISBN 978-9986-16-245-2. (litauisch)

## Ehrungen
- 1965 – Verdienter Künstler der LiSSR
- 1966 – Staatspreis der LiSSR
- 1979 – Volkskünstler der LiSSR
- 1994 – Ritter des Ordens der Gediminas[7]
- 1999 – Nationaler Kultur- und Kunstpreis Litauens[8]
- 2003 – Preis in Gold der Litauischen Künstlerunion
- 2003 – Kreuz des Kommandanten von Vytautas, Großer Orden

## Video
- TV-Doku Augustinas Savickas aus dem Jahr 1994 (29:17 Min.), YouTube, in litauischer Sprache
- TV-Doku Kurybos metas. Dailininkas Augustinas Savickas aus dem Jahr 1999 (29:40 Min.), LRT.lt, in litauischer Sprache
- Augustinas Savickas aus dem Jahr 2009 (10:02 Min.), YouTube, in litauischer Sprache

## Ausstellung
- Aus Anlass des 100. Geburtstages von Algirdas Savickis fand in der litauischen Hauptstadt Vilnius im Vilna Gaon State Jewish Museum vom 13. Februar bis 21. Mai 2017 eine Gemäldeausstellung statt.[9] In deren Verlauf wurden Werke von Jurgis Savickis, seiner Söhne Algirdas und Augustinas sowie seines Enkels Raimondas Savickas und seiner Urenkelin Ramunė Savikaitė-Meškėlienė gezeigt.[10][11]